# SFDK: Gira 30 aniversario
Gira 30 aniversario es la gira de SFDK, que realizará durante 2024 debido a la celebración del 30 aniversario. En ella se presentarán las canciones del último disco Inkebrantable y los mayores éxitos de la banda sevillana.

## Antecedentes
La gira empezó el 9 de marzo de 2024, en el Pirata Fallas (Valencia, España) y acabará en el Teatro Caupolicán (Santiago de Chile, Chile). Inicialmente, constará de 17 conciertos confirmados, 16 será en España y el último será en Chile.
Entre esos conciertos, el 22 de junio de 2024, en el estadio de La Cartuja de Sevilla, celebraron un concierto para conmemorar su 30 aniversario como formación, al que asistieron más de 60.000 personas, siendo el primer grupo sevillano en conseguir tal hazaña,convirtiéndolo también en uno de los eventos de rap más grandes de la historia de España.
SFDK, también ofreció un concierto especial en el Wizink Center de Madrid ante 14,000 seguidores como parte de su gira de 30 aniversario y su despedida temporal.
Para acabar la gira, el 30 de noviembre de 2024, el dúo tuvo lugar en el Teatro Caupolicán de Santiago (Chile), un recinto emblemático para la música en vivo en el país.

### Artistas invitados
Los invitados en esta gira, fueron Kase O, Beret, Lía Kali, Natos y Waor, Kaze, Nach, El Chojin, Fyahbwoy, Sho-Hai, R de Rumba, Rapsusklei, Shabu One Shant. Little Pepe, David Sainz, Chambao, Hazhe, Karvoh, Juaninacka, Nadal015, Víctor Rutty, Darmo, Legendario, Andreas Lutz, Bejo, Sara Socas, Green Valley, El Límite, La Excepción y Hermanos del Groove. En su mayoría, fueron invitados en el estadio de La Cartuja de Sevilla.

## Fechas de la gira
| Fecha                    | Ciudad            | País   | Recinto                     | Ref.   |
| ------------------------ | ----------------- | ------ | --------------------------- | ------ |
| 9 de marzo de 2024       | Valencia          | España | Pirata Fallas               | [ 6 ]  |
| 22 de junio de 2024      | Sevilla           | España | Estadio de La Cartuja       | [ 7 ]  |
| 6 de julio de 2024       | Fuerteventura     | España | Fuerteventura en Música     | [ 8 ]  |
| 12 de julio de 2024      | Gandía            | España | Pirata Beach                | [ 9 ]  |
| 13 de julio de 2024      | Málaga            | España | Maleducaos Fest             | [ 10 ] |
| 20 de julio de 2024      | San Fernando      | España | Bahía Sound                 | [ 11 ] |
| 28 de julio de 2024      | Cunit             | España | Cunit Music Festival        | [ 12 ] |
| 3 de agosto de 2024      | Adra              | España | Juergas Rock                | [ 13 ] |
| 8 de agosto de 2024      | Aranda de Duero   | España | Sonorama Ribera             | [ 14 ] |
| 16 de agosto de 2024     | Villena           | España | Rabolagartija               | [ 15 ] |
| 18 de agosto de 2024     | Benicasim         | España | Rototom Sunsplash           | [ 16 ] |
| 7 de septiembre de 2024  | Zaragoza          | España | Vive Latino                 | [ 17 ] |
| 21 de septiembre de 2024 | Mallorca          | España | Pirata Mallorca (Cancelado) | [ 18 ] |
| 10 de octubre de 2024    | Alicante          | España | Rocanrola                   | [ 19 ] |
| 18 de octubre de 2024    | Madrid            | España | Wizink Center               | [ 20 ] |
| 26 de octubre de 2024    | Vigo              | España | Pirata Galiza               | [ 21 ] |
| 30 de noviembre de 2024  | Santiago de Chile | Chile  | Teatro Caupolicán           | [ 22 ] |

## Representantes
- Zatu - Voces
- Acción Sánchez - DJ
- Legendario - Corista